# György Harag
György Harag (n. 4 iunie 1925, Marghita – d. 7 iulie 1985, Târgu Mureș) a fost un regizor și actor de teatru maghiar din România.

## Date biografice[4]

### Tinerețea
Harag György s-a născut pe 4 iunie 1925 la Marghita, într-o familie de evrei maghiari. A fost fiul negustorului de lemne Jenő Harag și al Magdei Kádár. Clasele primare le urmează la Marghita și Tășnad, după care își continuă studiile liceale la Oradea, mai întâi la Liceul Teoretic Emanoil Gojdu, apoi la Liceul Evreiesc Oradea Mare, urmând să-și dea bacalaureatul ca elev al Liceului Szent László. După bacalaureat pleacă la Budapesta, unde lucrează ca ucenic într-un atelier de olărit. A rămas acolo un an de zile.
Dragostea de teatru se manifestă încă din fragedă copilărie. Primul contact cu teatrul îl are la Tășnad, prin intermediul trupelor ambulante (după propriile sale mărturii cele ale lui Károly Jódi, Ernő Vig și Lajos Antal) care au avut o influență semnificativă asupra dezvoltării sale ulterioare. 

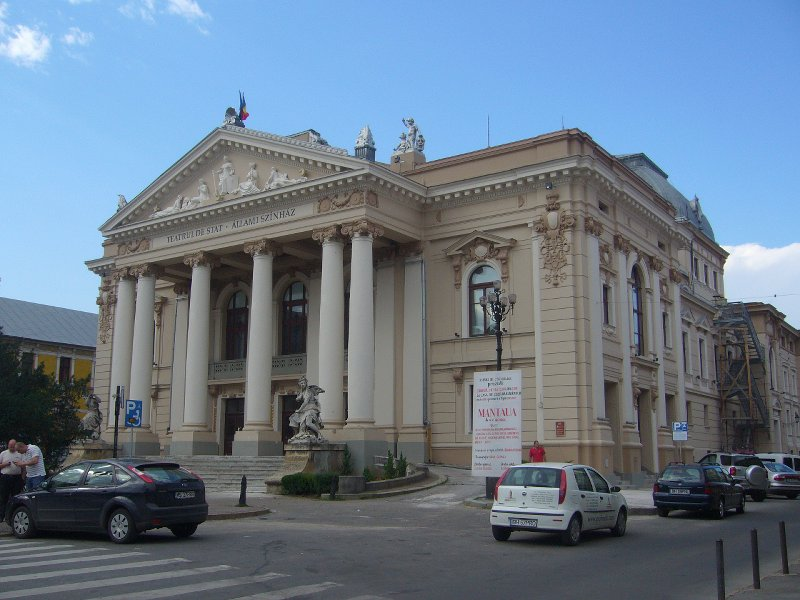
Clădirea Teatrului Maghiar de Stat din Oradea Mare (1923-1948), azi clădirea Teatrului de Stat din Oradea

”Veneau aceste trupe, iar eu întotdeauna mă lipeam de ele. Mă uimeau și mă mirau. Erau foarte săraci și trăiau în condiții mizere. Mereu eram în contact cu ele, dar nu eram dornic să devin de-al lor. Aveam șaisprezece ani când, la Oradea, am fost întrebat ce vreau să mă fac? Regizor – am spus. (...) Ei, uite-așa, până la urmă tot m-am scăpat. Și, pentru a-mi susține intenția, am și început să-mi regizez colegii...”
De-a lungul anilor petrecuți la Oradea Mare, a avut ocazia să surprindă munca unor artiști însemnați, chiar dacă acestea nu erau cele mai reușite spectacole ale lor: teatrul începuse să devină o sursă de delectare. Cu ani în urmă își aduce aminte de această perioadă:
”Desigur, la Oradea, zilnic eram la teatru. Cu toate că trupa era bună, situația teatrului era foarte dificilă în perioada 1940-1944. Era condus de un director excepțional în persoana lui Putnik Bálint. (...) La modă erau însă piesele vioaie, căci ele aduceau pâine pe masă. Putnic, însă, a încercat să ridice standeardele repertoarului prin introducerea unor piese clasice, bineînțeles în limitele posibilului din punct de vedere material...”
Prin invitarea regulată a unor artiști colaboratori, publicul (printre care se număra și Harag György) a avut ocazia să asiste la evoluțiile unor artiști ca Pál Jávor, Margit Dajka, Ferenc Kiss, Antal Páger și Klári Tolnay, dar și la cele ale unor celebrități ale Ardealului precum Ernő Szabó, Luci Hamvay, Ferenc Delly, Juci Komlós.
În 1944 este deportat împreună cu întreaga familie. Din ghettoul din Șimleul Silvaniei este transportat, la Auschwitz, Mauthausen, iar apoi la Ebensee. Este singurul supraviețuitor al întregii sale familii, pierzându-și atât părinții, cât și frații.

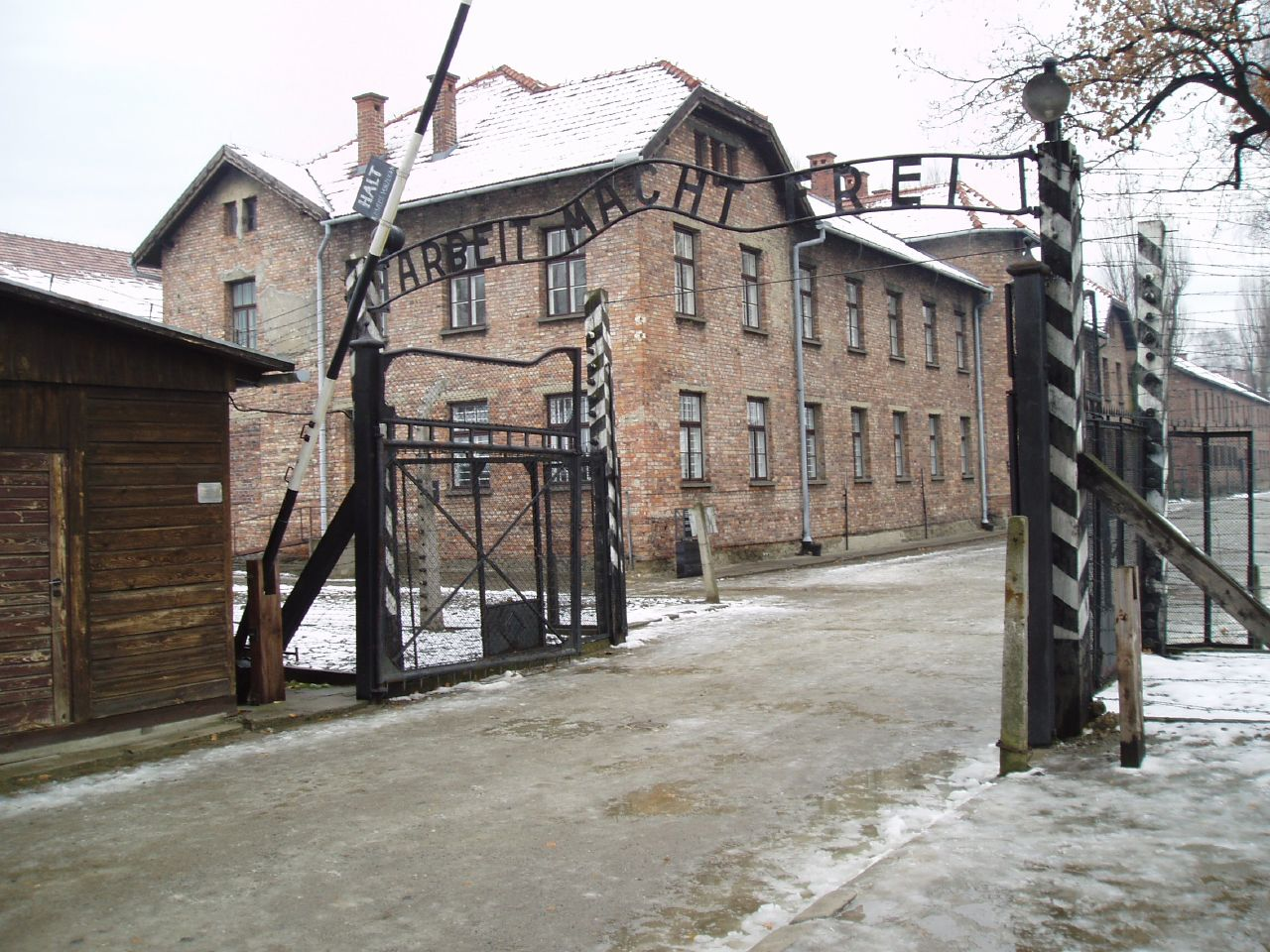
Lagărul de la Auschwitz

”Cred că am o fire ciudată – sau poate eram prea tânăr ca să pot conștientiza faptele prin care am trecut – căci torturile prin care am trecut nu m-au traumatizat pentru toată viața, așa cum pățiseră mulți alți supraviețuitori. Am trecut prin chinuri inumane, luni în șir munceam îmbrăcați doar în cămașă, pe friguri de minus douăzeci de grade. (...) Eram singurul supraviețuitor al transportului de 1500 de oameni. M-am îmbolnăvit. (...) Am primit douăzeci și cinci de lovituri ale căror urme însângerate se infectaseră. Am fost operat în mai multe rânduri, fără anestezie, fără medicamente. Dar poate, totuși, datorită acestui fapt am supraviețuit. Am avut șansa să petrec iarna învelit, pe patul unui spital. Cu toate astea am rămas cu sechele din cauza subnutriției. Pot să spun că, inainte de eliberare, stăteam, practic, alături de niște morți, asemeni bătrânilor epuizați. În această stare semi-lucidă am auzit – sau poate am doar impresia că am auzit – că medicii se certau pe seama sorții mele: - Oare să-i dăm porția asta de vitamina-C? – N-are rost, oricum moare. Apoi am auzit o altă voce: - Ăsta e cel mai tânăr, să i-o dăm... Și atunci am primit porția secretă de vitamina-C amestecată cu salvarsan și bizmut. Prea posibil că așa am scăpat cu viață. (...) Multă vreme după război am încercat să găsesc persoana care mi-a salvat viața, dar nu am reușit să dau de ea. (...) După câțiva ani m-am reîntors în Ebensee. Mai erau acolo ruinele lagărului, iar în apropierea lor se construiseră locuințe. Mi-a creat o senție ciudată imaginea vilelor în vecinătatea locului unde fuseseră nimiciți nenumărați oameni!”
Grav bolnav, se întoarce la Tășnad în mai, 1945. După o lungă perioadă de convalescență, se înscrie la Academia de Muzică și Teatru din Cluj.

### Studenția și debutul la Cluj
În 1946 este admis la Academia de Teatru, profil arta actorului (lipsea profilul regie). Din cei cincizeci de studenți admiși, abia optsprezece și-au dat licența. Încă de la început, Harag, s-a făcut observat, astfel încât (împreună cu alți patru colegi) se angajează la Teatrul Maghiar de Stat Cluj. Începând de acum, paralel cu urmarea cursurilor academice, lucrează continuu și la teatru. În 1947 joacă șapte roluri ca actor, iar în 1949 debutează și ca regizor (dobândind experiență prin colaborările sale ca asistent regizor cu figurile eminente ale teatrului).
Pe durata studiilor academice a avut privilegiul de a fi îndrumat de artiști ca Lili Poór, Lajos Szabó, Ferenc Delly, Miklós Tompa, Ernő Szabó, György Kovács și Lajos Kőmives Nagy.
Din propriile sale mărturisiri aflăm că în acești ani a reușit să desprindă devotamentul și respectul față de teatru și, în același timp, să-și însușească elementele de bază ale actoriei și regiei:
”Scena era pentru noi altarul, era un templu în care nu se cuvenea să fluieri, un loc unde nu îți permiteai să intri cu pantofii murdari sau cu pălăria pe cap. În ce mă privește, chiar și după atâția ani, îmi dau jos pălăria când pășesc pe scenă. Se muncea cu mare delicatețe și profesionalism. Era o școală de factură realistă, clădită pe modelul creat de Stanislavski. Ca toată generația mea, am avut ocazia, și eu, să învăț de la însuși marele maestru Tompa, modalitatea de transpunere a textului pe scenă. (...) Era un stil revoluționar față de spectacolele pline de gesturi, imersiuni patetice și maiestuos îmapchetate ale vremii.”
Începând din 1948 se înscrie și la cursurile de regie ale academiei, urmându-le în paralel cu cele de actorie. Îi are ca profesori îndrumători pe Miklós Tompa și Ernő Szabó, actori ai Teatrului Secuiesc din Târgu-Mureș, care își trăia în acea perioadă epoca de plină înflorire. Harag a observat foarte repede diferența dintre cele două ateliere, idei pe care le rezumă, cu ani în urmă, astfel:
”Ei trăiau și munceau la Târgu-Mureș și tot de acolo veneau la Cluj pentru a-și ține cursurile.(...) Încetul cu încetul ne-am dat seama că, în acele vremuri, școala târgumureșeană poate avea un impact hotărâtor asupra viitorului nostru, dar și asupra formării noastre profesionale.(...)” Aceasta se întâmplase în periada în care cele două orașe, Cluj și Târgu Mureș, duceau o luptă deschisă. De exemplu teatrul din Cluj a montat un Igor Buliciov de foarte proastă calitate, drept răspuns, peste șase luni, s-a montat la Târgu Mureș aceeași piesă într-o regie excepțională. (...) După război, teatrul din Cluj a devenit un tipic teatru burghez. Avea o trupă numeroasă și foarte variată. Avea trei departamente: operă, operetă și proză. Erau amestecați aici cei mai talentați actori ai vremii cu diletanții. (...) Kőmives Nagy Lajos a regizat spectacole ample, era omul marilor intenții. Poate că era un teatru mai pompos, cu mult patos și multă pasiune, dar a reușit să facă primii pași spre eliminarea teatralității, cu alte cuvinte a lansat lupta împotriva teatrului patetic, demodat și declamativ. (...) Astfel, aflată într-o stare de agonie cumplită, teatrul din Cluj își căutase drumul spre viitor, concomitent cu care s-au întâmplat o mulțime de lucruri nefericite. Au fost angajați la teatru o serie de regizori care nu avuseseră nicio tangență cu meseria.(...) În schimb, la Târgu Mureș, Miklós Tompa se număra, împreună cu János Kemény, printre cei mai capabili specialiști. Amândoi au fost inițiați în secretele meșteșugului teatral de către Antal Németh într-un mediu în care prima profesionalismul...”
Cu toate că îl considerase pe Miklós Tompa cel mai mare maestru al său și cu toate că era și el un adept al tradiției realiste, nu admitea constrângerile rigide (motiv pentru care își îndreaptă, pentru o perioadă, atenția către tendințele de reteatralizare) și reușește să se rupă de așa numitul ”realism pur”, descoperind nu doar avantajele, ci și dezavantajele acestuia:
”Școala din Târgu Mureș se bazase pe Cehov și Gorki și aborda așa numitul realism pur, nici măcar nu se atingea de Shakespeare și nici atât de grotesc. Teatrul târgumureșean a pierdut mult cu faptul că nu cuteza să opereze decât cu ceea ce garanta siguranța. Așa se explică faptul că actorul György Kovács a pieredut un Hamlet, iar Ferenc Delly un Lear. Cu toate acestea, acest teatru era cel mai flexibil...”
György Harag obține în 1952 licența în regie. Pentru o perioadă scurtă lucrează ca asistent în cadrul academiei, dar în paralel colaborează cu Teatrul Maghiar de Stat din Cluj ca regizor și actor. În 1953 se alătură grupului de actori care fondează secția maghiară a teatrului băimărean (absolvenții anului 1953).

### FondareaTrupei MaghiaredinBaia Mare
Trupa a fost fondată la Baia Mare în 1953 de absolvenții Facultății de Teatru din Cluj sub îndrumarea lui Harag György. După terminarea facultății, tinerii absolvenți au hotărât să nu se despartă și să înființeze o trupă proprie. Baia Mare s-a arătat a fi potrivită în privința începerii activității artistice a proaspăt absolvenților căci, în cadrul instituției, existase deja trupa secției române. În această clădire s-a născut trupa maghiară, care mai târziu, (după moartea marelui maestru) i-a preluat numele și care funcționează azi ca Trupa Harag György a teatrului sătmărean. Din relatările lui Harag György aflăm că acești tineri plecaseră împreună la București, cerând să li se permită înființarea secției maghiare a Teatrului de Stat din Baia Mare. În funcția de director și prim-regizor a fost ales, de către membrii trupei, tânărul lor profesor Harag György:
”Întorcându-se de la București (toți fuseseră acolo!), m-au oprit pe stradă întrebându-mă: Măi Gyuri, nu vrei să vii cu noi la Baia Mare ca prim-regizor? Fără să mă gândesc o clipă le-am răspuns: Haideți! Am renunțat la catedra de asistent, la postul de regizor, la locuință, la două salarii și am pornit spre Baia Mare.”
La Baia Mare (mai apoi la Satu Mare), datorită experiențelor profesionale și rigurozității muncii a reușit să consolideze trupa. S-a născut o trupă care, după cum mărturisea fondatorul și prim-regizorul trupei, „trăia asemenea echipei Living ori Grotowski, de mai târziu”.
„Locuiam într-un bloc, ușile ne erau larg deschise, toată ziua stăteam împreună, trăiam doar pentru teatru. Am discutat despre spectacole, repertoriu, program, discutam chiar și despre problemele noastre familiale. Nu am avut secrete unul față de altul. Am jucat mult, iar orașul ne iubea...”
Sub îndrumarea lui Harag György s-au format aici artiști care urmau să devină elementele de bază ale artei teatrale maghiare din Ardeal: Alajos Ács, András Csíky, András Vándor, István Török, Emma Elekes, Angéla Soós, Piroska Nyíredi, Iza Nagy.
În 1955 pleacă cu bursă la Moscova pentru studii.
Condițiile din Baia Mare, sală de teatru prost amenajată, spațiu mic în comună folosință cu secția română, au făcut imposibile calea dezvoltării profesionale și i-a determinat să facă demersuri în obținerea permisiunii de a se muta la Satu Mare.

### Perioada conducerii teatrului din Satu Mare

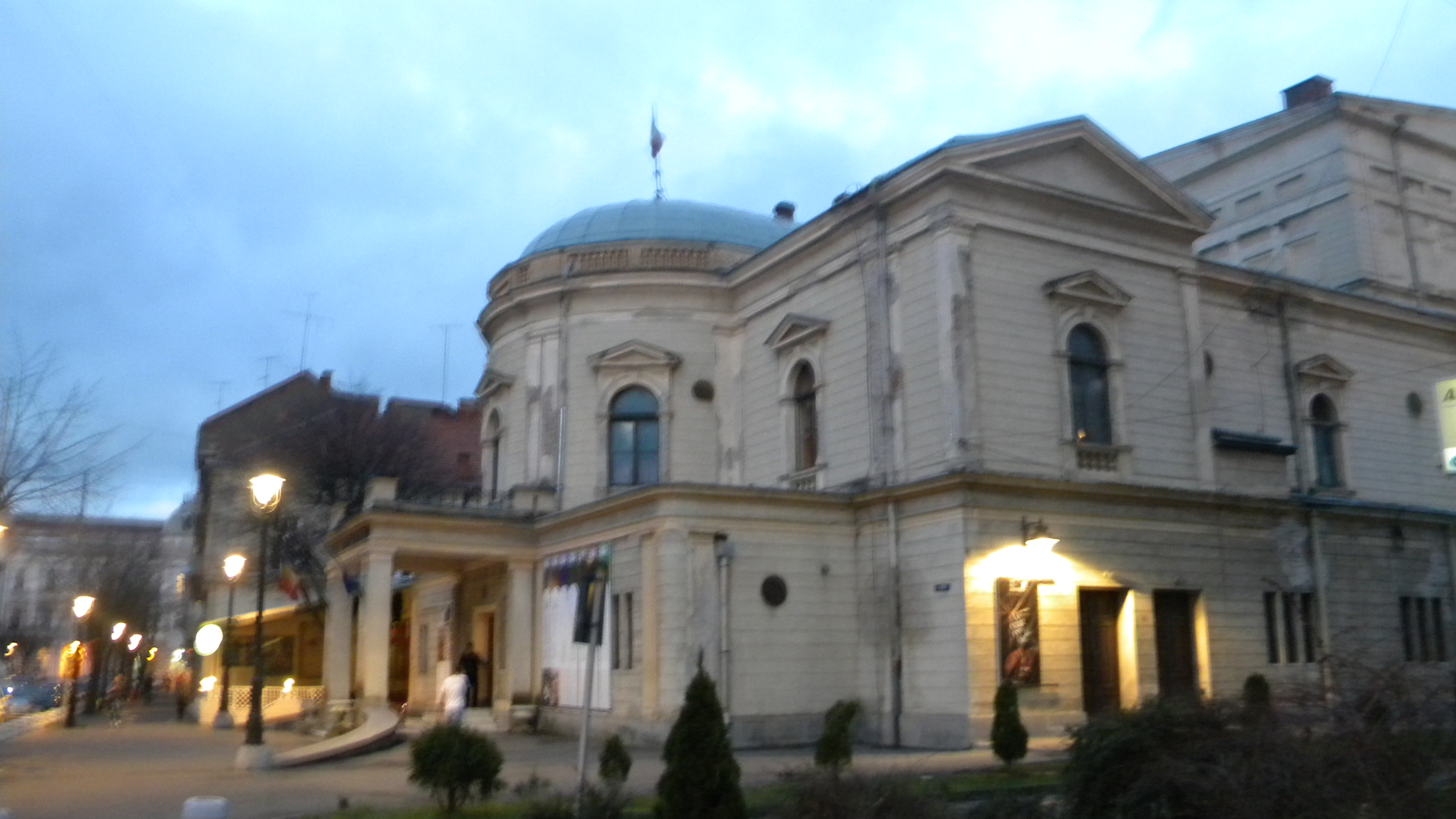
Clădirea Teatrului Maghiar de Stat din Satu Mare (în prezent Teatrul de Nord)

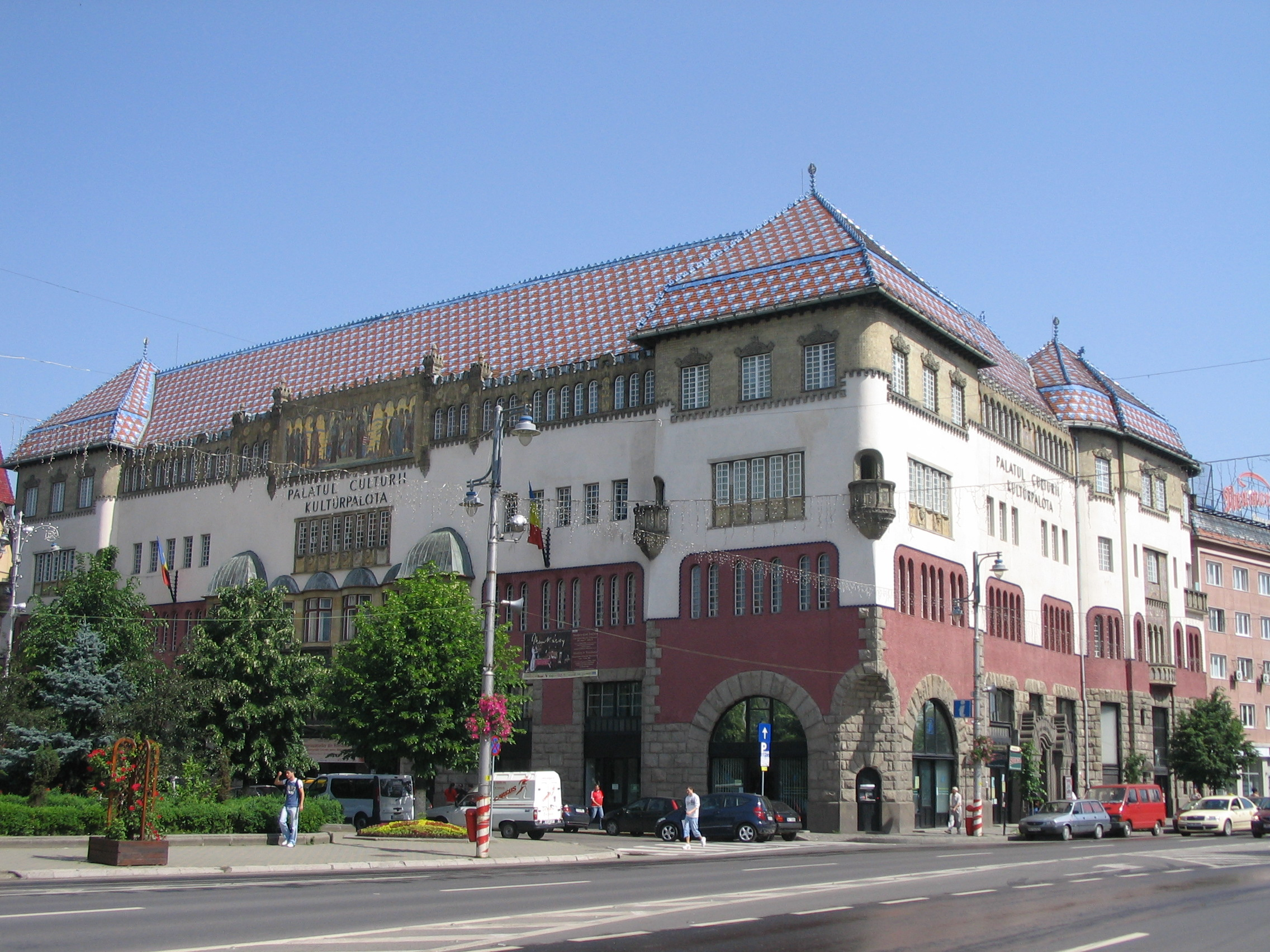
Clădirea Palatului Culturii, sediul Teatrului Secuiesc din Târgu Mureș, iar între 1962 și 1973 sediul Teatrului de Stat Târgu Mureș

Noua clădire a Teatrului Național din Târgu Mureș construită în 1973

Tradiția artei teatrale profesioniste sătmărene înregistra o vechime de mai bine de două secole care fusese însă întreruptă de izbucnirea celui de-al doilea război mondial. Condițiile din Baia Mare, sală de teatru amenajat într-un fost cinematograf, spațiu mic în comună folosință cu secția română, i-a determinat să facă demersuri în obținerea permisiunii de a se muta la Satu Mare unde frumoasa clădire de patrimoniu a teatrului (recondiționată deja în urma ravagiilor războiului) stătea părăsită într-un oraș care oferea mai multe oportunități trupei, numărul spectatorilor maghiari era mult mai mare. (Secția română se înființează abia cu 11 ani mai târziu, în 1968)
În 1957 trupa se mută la Satu Mare. Începe directoratul lui Harag care durează trei ani de zile. Are posibilitatea creării unui profil mult mai marcant și a consolidării unei trupe valoroase. În această perioadă regizează douăsprezece spectacole, iar ca director și prim-regizor are posibilitatea de a stabili programulși dezvoltarea viitoare a teatrului. Au fost montate printre altele piese ca Romeo și Julieta, Hamlet, O tragedie americană sau Jurnalul Annei Frank.
În 1960 își dă demisia. Urmează o perioadă de zece ani de căutare a eului artistic. Urmărește să-și găsească propriul stil și posibilitățile perfecționării artistice:
”Aveam 35 de ani, cunoșteam deja toate secretele meseriei. Ca director, am avut în continuu tangență cu organizarea și pedagogia lumii artistice. Dar am început să simt că nu mă satisface în totalitate, îmi lipsea evoluția calitativă. (...) Spectacolele pe care le-am regizat între 1958 și 1960 aveau toate aceeași schemă, m-am repedat, nu puteam aduce nicio noutate. (...) Îmi aduc aminte cum îmi spunea într-o zi Lucian Pintilie: ”Ești cel mai bun regizor realist. Mai știi și altceva în afară de asta?” (...) Iar atunci, într-o noapte mi-am spus așa: a sosit timpul să iau o decizie în ce privește viața mea! (...) Oare ce să fac: să aleg să rămân un fel de idol viu? Oare să încep să fac demersuri să mă depășesc pe mine însumi? Riscam să pierd tot în cazul în care noua cale se dovedea a fi greșită. Am hotărât în decursul unei singrure nopți: trebuie să risc!”

### Perioada „migrării” și anii petrecuți laTârgu Mureș
Perioada 1961-1963 este perioada navetei Cluj-Târgu Mureș, câștigându-și existența din montări ocazionale. În 1963 se angajează ca prim-regizor la teatrul din Târgu Mureș. Rămâne în funcție pe durata a zece ani. După mulți ani de ”căutare” se regăsește pe sine la Târgu Mureș:
”Urma o perioadă dificilă, mediocritate, chinuri. Câștigasem premii, dar totuși simțeam că mă învârt într-un loc. (...) La început sursa eșecurilor era faptul că urmăream căutarea inovațiilor în efectele exterioare și nu în reinterpretarea pieselor. (...) Urmau zece ani lungi – căutări, umiliri, eșecuri... Dar într-o zi m-am luminat. Primul spectacol în care mi-am arătat o nouă latură era piesa lui Victor Eftimiu, Omul care a văzut moartea, montată la Târgu Mureș în 1970. A urmat apoi acea evoluție calitativă pe care o așteptasem de atât de multă vreme, adusă de spectacolul realizat după piesa lui Nagy István, Înainte de potop. Atunci am simțit pentru prima dată că într-adevăr fac TEATRU.”
Între timp își începuse deja cariera de dascăl în cadrul Institutului Teatral Szentgyörgyi István și tot acum montează primele sale piese în cadrul secției române a teatrului din Târgu Mureș. Începe să regizeze în străinătate (Subotica), dar , în 1966, îl găsim și la Ploiești (montând o piesă Čapek).
Acesta este începutul strălucitei sale cariere care continuă în 1975 cu conducerea teatrului din Cluj, ceea ce îi aduce renume mondială.

### În fruntea trupeiTeatrului Maghiar de Stat din Cluj

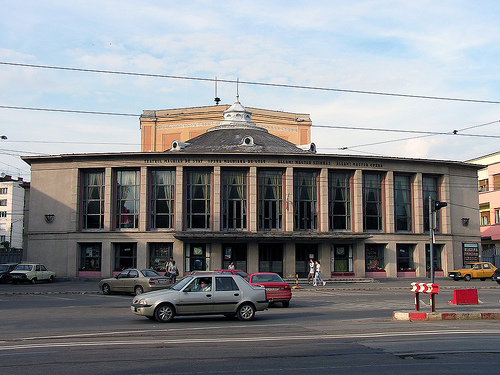
Teatrul Maghiar de Stat din Cluj

În 1975 preia conducerea Teatrului Maghiar de Stat din Cluj ca prim-regizor. Rămâne aici până la moarte. În această perioadă înregistrează cele mai mari succese (printre altele cu tetralogia-Sütő). Lucrează regulat în străinătate: la Gyula, la Budapesta, la Novi Sad și Subotica. A regizat scurt metraje atât Televiziunii Maghiare cât și emisiunii în limba maghiară a Televiziunii Române. Se întoarce din când în când la Târgu Mureș unde montează spectacole la ambele secții ale teatrului, dar și în cadrul facultății. În 1982 este invitat să monteze un spectacol (Familia Tot) la Nova Gorica. Este membru în juriul a numeroase festivaluri internaționale (chiar și în occident). Meritele sale au fost salutate în rândurile elitei culturale, dar din partea statului nu i s-a acordat nicio recunoștință (nici nu s-ar fi putut, căci ne aflăm în rigida epocă a cenzurii ceaușiste)
Esteticul și criticul teatral Nánay István prezintă astfel ultimii zece ani ai maestrului:
”Acest deceniu al existenței sale i-a adus succesul. Spectacolele sale au intrat în rând cu cele mai bune realizări ale renumitei școli de regie românească. A lucrat în Iugoslavia și în Ungaria. Nu a primit nici recompense, nici premii. Nici în România, nici în Ungaria. Exceptând o scurtă perioadă, nici la academia nu a predat. Dar, generații întregi de regizori și actori maghiari și români îl consideră drept maestrul lor.”

### Moartea și memoria
Harag György moare la 6 iulie 1985. Ultima sa montare fusese Livada de vișini a lui Cehov la Teatrul Național din Târgu Mureș. Premiera nu o mai văzuse.
Amintirea lui este păstrată vie în rândul oamenilor de teatru din România. Regizori de anvergura lui Tompa Gábor sau Kovács Levente îl consideră drept meșterul lor. A sprijinit carierele multor actori tineri, iar Teatrului Maghiar de Stat din Cluj îl consideră o prezență definitorie a procesului creației (amintit în context cu Janovics). Numele lui a fost preluat de trupa maghiară a Teatrului de Nord din Satu Mare. Teatrul Maghiar de Stat din Cluj și Trupa Harag György a Teatrului de Nord Satu Mare l-au inaugurat în rândul membrilor onorifici.

#### Premii, evenimente, instituții ce îi poartă numele
- După revoluție, secția maghiară a Teatrului de Nord, fondată de el la Baia Mare și mutată apoi la Satu Mare, a preluat numele maestrului fondator (Trupa Harag György)
- Teatrului Maghiar de Stat Cluj organizează regulat Ziua Comemorativă Harag György
- La Satu Mare s-a înființat Premiul Harag György și Placheta Harag György
- După revoluție, în incinta Universității Babeș–Bolyai, Facultatea de Teatru și Cinematografie, i-a preluat numele una dintre sălile de repetiții și o sală studio (Sala Harag György)
- Unul dintre abonamentele Trupei Harag György îi poartă numele lui Harag György (Abonamentul Harag György)

În 2010, Trupa Harag György a Teatrului de Nord Satu Mare l-a inaugurat, împreună cu alți membrii fondatori, membru onorific post mortem.

#### Cărți publicate despre Harag György
- Nánay István: Teatrul lui Harag György (Harag György Színháza), Editura Pesti Szalon, 1992
- Marosi Ildikó: Mica/ Carte/ Harag - Repetiție comemorativă (Kis/ Harag/ Könyv - Emlékpróba). , 2005

### Crezul artistic
Era un artist autoreflexiv, aflat în permanentă frământare, dar care lua mereu decizii ferme. Avea curajul să riște, să caute noi oportunități și se ferea, în mod conștient, de comoditatea intelectuală. Spune (citat astfel de Nánay István):
”Sentimentul neliniștii mă copleșește, chiar și acum, când simt că ceva nu e în regulă. După succese, omul este ridicat pe piedestal. Atunci începe să fie propriul său idol. Este lăudat în articolele ziarelor, fiind numit mare om al teatrului. Dar la un moment dat fiecare începe să își pună frâne. Nu poate greși! Un om atât de recunoscut nu are voie să riște! Dar la ce mă pricep eu de fapt? Mă pricep foarte bine la ceea ce am făcut până acum. Deci, voi face ce am făcut și până acum. Așa nu voi decădea. Și nici nu voi băga în seamă că pățesc ca săracul neaʼ Borovszky Oszkár, când interpreta un popă la teatrul din Târgu Mureș. Trebuia să coboare un deal, dar, a călcat, din greșeală, pe colțul reverendei. El tot cobora, iar reverenda se îngrămădea sub el. Dintr-o dată se făcea tot mai mic și mai mic, iar, ca să nu se împiedice, a căzut de bună-voie în genunchi. Nu mai putea nici să se întoarcă, nici să înainteze. Totdeauna mă rugam să nu pățesc ca neaʼ Oszkár: niciodată să nu fim tentați să pătrundem în propriul nostru sine... Inevitabil, omul trece prin frământări groaznice până, în sfârșit, se hotărăște: ia să încerc! Ei și, ce contează un eșec dacă reușesc să rămân cinstit măcar cu mine însumi! (...) Trebuie să acționăm! Și acum, trecut de cincizeci de ani, sunt mândru că mai am curaj să acționez!” 
Își păstrase principiile până la sfârșitul vieții: ”Cu toate că am inceput să simt povara anilor, mă țin încă bine. Încă mai sunt cuprins de neliniște. Am început din nou să risc și să caut. (...) Am luat o hotărâre: până în ultima clipă a carierei mele de regizor voi căuta mereu cărări încă nestrăbătute. Voi face asta chiar dacă e riscant și chiar dacă îmi pierd laurele.” 
Singura lui dragoste fusese teatrul căreia îi dedicase întreaga sa ființă (fapt ce pretindea și colegilor). Credea cu înverșunare în experimentele curajoase și în munca practică:
”Soarta mea a fost oarecum modelată de teatru. Foarte adesea nu puteam nici măcar să dorm. Mă trezesc noaptea și nu mai pot să adorm. Mă cuprinde o teamă care provoacă o serie de viziuni. Singurătatea și liniștea nopții trezesc idei și imagini ciudate. În asemenea momente simt că mi s-a arătat marea viziune. A doua zi însă, când vreau să-mi împărtășesc ideile actorilor, parcă își pierd întreaga vrajă. E foarte supărător. Cu atât mai supărător cu cât teatrul este o mare și vie viziune însuflețită. Este o viziune intelectuală accesibilă doar ca rezulta al unei munci vigilente, realiste, aspre și agonizante”

## Roluri

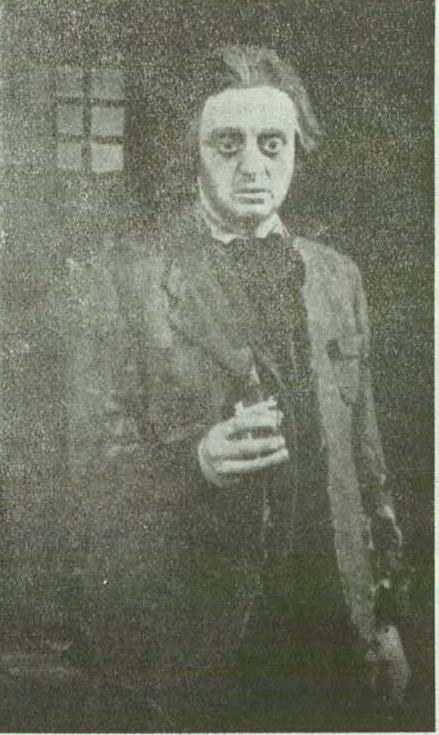
Actorul din Azilul de noapte de Gorki

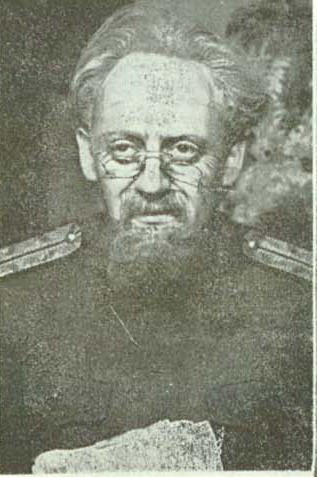
Cebutîkin din Trei surori de Cehov

### Roluri la teatrul din Cluj
1947:
- Soldat II - Marton Lili: Prințesa zdrențuroasă (r. Fekete Mihály)
- Jandarm II - Hermann Hezermanns: Speranța (r. Kőmives Nagy Lajos)
- Ábris - Harsányi Zsolt: Văduva Asvay, nebuna (r. Lantos Béla)
- Mattern - Hauptmann: Hannale (r. Kőmives Nagy Lajos)
- Muncitor - K. Szimonov: Problema rusă (r. Kőmives Nagy Lajos)
- Zoli - Kassák Lajos: ...și a trecut pragul (r. Kőmives Nagy Lajos)
- Vasvári Pál - Revelion 1847 (r. Nagy Elek)

1948:
- White - Steinbeck: Oameni și șoareci (r. Kőmives Nagy Lajos)
- Reporter - Déry Tibor: Oglinda (r. Szentimrei Jenő)
- Mr. Jeffrie - J Petrov: Insula păcii (r. Nagy Elek)
- Plutonier - Shaw: Discipolul diavolului (r. Kőmives Nagy Lajos)
- Szilágyi András - Kós Károly: Budai Nagy Antal (r. Lantos Béla)
- Táncsics - Bocskói Viktor: Libertate, iubire (r. Kőmives Nagy Lajos)
- Hajdú - Szigligeti Ede: Stavărul (r. Szentimrei Jenő)
- Secretar - J. Strauss - Kristóf Károly: Dunărea albastră (r. Csóka József)
- Ravkind - Szkvarkin: Tinerețe (r. Poór Lili)
- Zarabella - Háy Gyula: Dumnezeu, împărat, țăran (r. Kőmives Nagy Lajos)
- Banul Petúr - Katona József: Banul Bank (r. Kőmives Nagy Lajos)
- Timár János - Gergely Sándor: Viteji și eroi (r. Kőmives Nagy Lajos)
- Juhász, învățător - Móricz Zsigmond: Fii bun până la moarte (r. Sarlai Imre)
- Santinelă - Kodály Zoltán: Háry János (r. Gróf László)

1949:
- Bublak - A. Kornyejcsuk: Platon Krecet (examen, r. Harag György)
- Portar - V. Katajev: Duminica nebună (r. Méliusz József)
- Brankenbury - Shakespeare: Richard al III-lea (r. Kőmives Nagy Lajos)
- Buday Péter - Mikszáth - Örkény: Căsătorie ciudată (r. Méliusz József)
- Vaszka - V. Ivanov: Trenul blindat nr. 14-69 (r. Méliusz József)

1950:
- Pitorkin - Gorkij: Vassa Jeleznova (r. Jordáky Lajos, asistent regizor: Harag György)
- Actor - Gorkij: Azilul de noapte (examen, r. Kőmives Nagy Lajos)
- Organizator - A. Grigulisz: Argilă și porțelan (examen, r. Tompa Miklós, Delly Ferenc, Kovács György)
- Căpitan - N. Virta: Undeva într-o țară (r. Rappaport Ottó)

1951:
- Chiorean - András Sütő: Mireasa desculță (r. Száva Mihály, Marosi Péter)
- Paznic - Shakespeare: Romeo și Julieta (r. Kőmives Nagy Lajos)
- Cebutikin - Csehov: Trei surori (r. Kömíves Nagy Lajos)
- Detectiv - J. Buriakovski: Mesaj pentru supraviețuitori (r. Száva Mihály)
- Jandarm - Gorkij: Dușmanii (r. Jordáky Lajos, Kéki Erzsébet, Finna Márta)

1952:
- Muncitor III - I. Cepurin: Conștiința (r. Száva Mihály, Moldván István)
- Liszi - Mikszáth Kálmán: Pățania băiatului Noszty cu Toth Mari (r. Kőmives Nagy Lajos)

1953:
- Dirks, vânător de capete - Becher-Stove: Coliba unchiului Tom (r. Barabási Erzsébet)
- Bariba - B. Gorbatov: Tinerețea părinților (r. Tompa Miklós, László Gerő, Gergely Géza)

### Roluri la teatrul din Satu Mare
1957:
- Montague - Shakespeare: Romeo și Julieta (r. István Farkas, József Szabó)

## Piese regizate
1949:
- A. Kornyejcsuk: Platon Krecet (Cluj, examen)

1950:
- Maxim Gorki: Vassa Jeleznova (Cluj, regizor asistent)
- L. Bruckstein: Schimbul de noapte (Cluj)

1951:
- Veselă seară de luni cu muzică (Cluj, alături de Lajos Jordáky și Béla Zilahi)
- N. Ghiakonov: Căsătorie cu zestre

1952:
- Gyula Háy: Podul vieții (Cluj, cu Sándor Szígyártó)

1953:
- C. Constantin-A. Rogoz: Martin Rogers descoperă America (Cluj)
- László Kiss – Dezső Kováts: Furtună în munți (Cluj, asistentul regizorului Ernő Szabó)
- Boris Gorbatov: Tinerețea părinților (Baia Mare, cu Miklós Tompa)

1954:
- Ede Szigligeti: Liliomfi (Baia Mare)
- A. Szimukov: Fete frumoase (Baia Mare, cu István Farkas)
- Mihail Sebastian: Steaua fără nume (Baia Mare)

1955:
- Victor Hugo: Ruy Blas (Baia Mare, cu József Szabó)
- A. Afinogenov: Nepoțica (Baia Mare, cu István Farkas)
- A. Arbuzov: Casuța de la marginea orașului (Baia Mare)

1956:
- Frigyes Karinthy-István Majoros: Marele bijutier (Baia Mare)

1957:
- Dreiser-Bazilevszkij: O tragedie americană (Satu Mare)
- Mária Földes: Zile obișnuite (Satu Mare)
- Alecsandru Mirodan: Ziariștii (Satu Mare)
- Maxim Gorki: Vassa Jeleznova (Târgu Mureș)

1958:
- Alfred Gehri: Mansarda (Satu Mare)
- György Kovács-Eugen Mirea: Ultimul tren (Satu Mare, cu Ádám Kovács)
- Goodrich-Hackett: Jurnalul Anei Frank (Satu Mare)
- Dihovicini: Cu dragostea nu-i de glumit (Satu Mare, cu Ádám Kovács)
- Marcel Pagnol: Topaze (Cluj)

1959:
- Shakespeare: Hamlet (Satu Mare)
- Mariana Pîrvulescu: Musafirul nepoftit (Satu Mare, cu István Farkas)
- Gábor Andor: Papa dolar (Satu Mare)

1960:
- Viktor Rozov: Zboară cocorii (Satu Mare, cu Ádám Kovács)
- Sándor Király: Musafirul nepoftit (Satu Mare)
- Victor Hugo: Ruy Blas (Cluj)

1961:
- Federico García Lorca: Casa Bernardei Alba (Târgu Mureș)
- Alecsandru Mirodan: Ziariștii (Târgu Mureș)

1962:
- Jan Otcenasek: Romeo, Julieta și întunericul (Târgu Mureș)
- A. Arbuzov: Poveste din Irkutsk (Târgu Mureș)

1963:
- Mária Földes: Accident în strada nouă (Cluj)
- Pavel Kohut: Omul în robă (Cluj, cu János Taub)
- Ny. Pagonyin: Orologiul Kremlinului (Cluj)
- Molière: Tartuffe (Cluj)

1964:
- Paul Everac: Ștafeta nevăzută (Cluj)
- Mária Földes: Accident în strada nouă (Satu Mare)

1965:
- Camil Petrescu: Suflete tari (Cluj)
- Tamás Deák: Demetrius (Cluj)
- Arthur Miller: Vedere de pe pod (Târgu Mureș, secția română)

1966:
- Dürrenmatt: Fizicienii (Târgu Mureș)
- Spectacol Cabaret (Târgu Mureș, secția română)
- Karel Čapek: Rețeta Makropulos (Ploiești)

1967:
- In memoriam Arany János (Târgu Mureș)
- András Sütő: Formidabilul Ghedeon (Târgu Mureș)
- Mária Földes: Accident în strada nouă (Târgu Mureș, secția română)

1968:
- Anton Cehov: Iubirile lui Platonov (Târgu Mureș)
- Agatha Christie: Cursa de șoareci (Târgu Mureș, secția română)

1969:
- Shakespeare: Machbeth (Târgu Mureș)
- Robert Thomas: Sărmanul Daniel (Subotica)

1970:
- Victor Eftimiu: Omul care a văzut moartea (Târgu Mureș, secția română)
- R. E. Sherwood: Pădurea împietrită (Târgu Mureș, secția română)
- P. Garinel-S. Giovanni: Tigru în garaj (Subotica)

1971:
- Dumitru Radu Popescu: Pisica în noaptea anului nou (Târgu Mureș, secția română)
- István Nagy: Înainte de potop (Târgu Mureș)
- Lajos Szabó: Scuza (Târgu Mureș)
- Spectacol Karinthy (Târgu Mureș)
- Agatha Christie: Zece negri mititei (Subotica)
- Miklós Tóth: Mirele înlocuit (Subotica)

1972:
- Oscar Wilde: Bună seara domnule Wilde (Târgu Mureș, secția română)
- Petru Vintilă: Casa care a fugit prin ușă (Târgu Mureș)

1973:
- Titus Popovici: Puterea și adevărul (Târgu Mureș)
- Lajos Barta: Iubire (Târgu Mureș)
- Géza Páskándi: Îmi aleg turnul (Cluj)
- Mihail Sebastian: Steaua fără nume (Subotica)

1974:
- Victor Hugo: Cromwell (Târgu Mureș, secția română)
- Herman Wouk: Procesul rebelilor de pe "Caine" (Târgu Mureș, secția română)
- Oratorie Lirică (din poeziile lui Domokos Szilágyi - Târgu Mureș)
- Sándor Bogdánfi : Păcătoșii (Subotica)

1975:
- Imre Madách: Tragedia omului (Târgu Mureș)
- Mihail Sorbul: Patima roșie (Târgu Mureș, secția română)
- András Sütő: Floriile unui geambaș (Cluj)
- Asztalos István: Pisica neagră (Târgu Mureș)

1976:
- András Sütő: O stea pe rug (Cluj)
- István Asztalos: Pisica neagră (Televiziunea Maghiară)
- Sándor Tomcsa: O după-amiază posomorâtă de duminică (TVR, emisiunea în limba maghiară)

1977:
- O'Neill: Patima de sub ulmi (Cluj)
- Mihnea Gheorghiu: Patetica '77 (Cluj)
- András Sütő : Bocet vesel pentru un fir de praf rătăcitor (Târgu Mureș)
- Suhovo-Kobilin: A murit Tarelkin! (Târgu Mureș, secția română)
- George Bernard Shaw: Casele domnului Sartorius (Institutul de Teatru Szentgyörgyi István)
- Nagy István: Înainte de potop (Teatrul Național, Budapesta)
- Molière: Tartuffe (Subotica)
- Károly Molter: Testamentul lui Bota (TVR, emisiunea în limba maghiară)
- Cehov: Cântecul lebedei (cu participarea lui György Kovács - TVR, emisiunea în limba maghiară)

1978:
- András Sütő: Cain și Abel (Cluj)
- László Csíki: Casa bătrână (Cluj)
- János Székely: Locțiitorul lui Caligula (Gyula, Ungaria)
- Cehov: Trei surori (Novi Sad)

1979:
- Gorki: Azilul de noapte (Cluj)
- István Örkény: Familia Tot (Teatrul Național din Cluj)
- Ostrovski: Furtuna (Győr, Ungaria)
- Cehov: Livada cu vișini (Novi Sad)
- A. Sartre: Botnița (Subotica)
- Suhovo-Kobilin: A murit Tarelkin! (Subotica)

1980:
- Zsigmond Móricz: Nu pot trăi fără lăutari (Cluj)
- Andor Bajor: O după-masă cenușie (Cluj)
- Joc Kisfaludy (Győr, Ungaria)

1981:
- András Sütő: Nunta din Suza (Cluj)
- Sándor Huszár: Nu se va înălța în Rai (Copilul meu, viitorul) (Cluj)
- Cehov: Unchiul Vanea (Novi Sad)

1982:
- Labiche: Pălăria florentină (Cluj)
- László Lőrinczi: Iubitul meu (Cluj)
- Móricz Zsigmond: Chef boieresc (Teatrul Vígszínház, Budapesta)
- István Örkény: Familia Tot (Nova Gorica)

1983:
- Sándor Tomcsa: Operația (Cluj)
- Suhovo-Kobilin: Procesul (Teatrul de Comedie, București)
- Dezső Kosztolányi-Harag György: Dulce Ana (Novi Sad)

1984:
- Mihály Vörösmarty: Csongor și Tünde (Cluj)
- Kao Hszzing Cien: În stație (Novi Sad)

1985: 
- Cehov: Livada cu vișini (Târgu Mureș, secția română)